# Béatrice Bescond
Pour les articles homonymes, voir Bescond.
Béatrice Bescond, née en 1956 à Brest, est une artiste peintre française.

## Biographie
Née en 1956 à Brest, Béatrice Bescond a étudié à l'École Nationale Supérieure des Beaux Arts de Paris. Elle élabore les bases de son travail pictural dans les ateliers de Vincent Guignebert et d’Henri Cueco. Après le diplôme en 1985, elle participe à différents salons parisiens, Réalités Nouvelles, Salon de mai, Salon de la Jeune Peinture, Mac 2000…
De 1988 à 1998, la Galerie du Centre expose régulièrement ses peintures à Paris, ainsi que dans les foires internationales : Lineart Gand, Art Expo New York ou Stockholm Art Fair.
Passionnée aussi bien par les mythologies anciennes que récentes, par les mystiques européennes ou orientales, l’ésotérisme ou les neurosciences, Béatrice Bescond interroge les mythes fondateurs et les figures archétypales dans des processus conjoints de figuration et de défiguration, d’apparition et de disparition, de présence et d’absence. Son travail est également influencé par les écrits de Gaston Bachelard et de Carl Gustav Jung. Sa démarche découle à la fois de l’intuition et d’une réflexion sur l’histoire des représentations dans l’art.
La recherche de l’artiste se concentre sur les phénomènes perceptuels de la peinture qui, par une extrême fragmentation, propose une expérience visuelle spécifique. Constituées de réseaux graphiques, de traces scripturales, de figures empruntées à un fonds mémoriel culturel, ses toiles proposent des surfaces profuses et mouvantes qui ne sont pas sans évoquer les œuvres de Pavel Filonov, d’Henri Michaux ou de François Rouan. Ses œuvres labyrinthiques révèlent des univers foisonnants où tout se fond peu à peu dans la cadence des vibrations. Les formes s’interpénètrent, les contours se délitent, les surfaces se métamorphosent en flux de particules qui absorbent le regard et sollicitent l’imagination. Rien n’est fixe, à l’image du monde, instable et mouvant.
Depuis 1996, Béatrice Bescond vit et travaille à Vannes. Elle expose en France, en Allemagne, aux Etats-Unis. En 2011, elle participe à un échange culturel Paris-Texas puis en 2016, elle est invitée comme artiste en résidence au Kuandu Museum of Fine Arts (en) à Taipei (Taiwan). En 2018, elle présente son travail sur le végétal dans l’exposition « En présence des arbres » au Musée des Beaux-Arts La Cohue de Vannes. Son travail se concentre aujourd‘hui sur l’arbre, un symbole majeur et universel, présent dans la mémoire de toutes les cultures.
Ses œuvres sont présentes dans différentes collections publiques et privées (FNAC, FDAC, Fondation Colas, Musée des Beaux arts de Vannes, etc.).

## Expositions
- 2018 : Musée des Beaux-Arts La Cohue de Vannes, En présence des arbres[1]
- 2017 : Galerie des Bigotes, Vannes[2]
- 2016 : Kuandu Museum of Fine Arts (en), Taipei[3]
- 2011 : Go West, Williams Tower, Houston, Texas, USA
- 2011 : Hospice Saint-Charles, Foisonnants Univers, Rosny-sur-Seine
- 2010 : Espace Culturel de Rhuys, l’Hermine, Fragments du Visible, Sarzeau
- 2007 : Galerie des Beaux Arts Le rêve raisonne et la raison rêve, Paris[4]
- 2006 : Galerie du Présidial, Quimperlé
- 2004 : Galerie de la Fondation Taylor, Paris
- 2002 : Galerie H. Schwarzkopf, Heidelberg, Allemagne
- 2000 : Fondation Colas, Palais des Congrès, Paris
- 2000 : Kunsthaus et Galerie Dietmar Klimbacher, Imst, Autriche
- 1999 : Orangerie du Jardin du Luxembourg, Paris
- 1997 : Galerie Bernanos, Les enfants de Dédale, Paris 5ème
- 1995 : Espace Culturel Paul Ricard, Je vous aime, Paris
- 1992 : Galerie du Centre, Etrange, Paris
- 1990 : Figures du Mythe, les Hauts de Belleville, Paris 19ème
- 1988 : Galerie Jacqueline Storme, Lille